# NCAA Football
NCAA Football er et computerspil om amerikansk fodbold, som havde sin første udgivelse i 1993 og det sidste spil i serien var 2014-udgaven. Siden da har EA Sports ikke kunnet lave flere spil grundet manglende licens til de forskellige ting.
Der er stadig mange som spiller dette spil, de fleste spiller dog spillet på computeren, grundet at man kan downloade mods til spillet så det føles opdateret, en af de mere kendte personer som spiller spillet han hedder PistolPete2506.[kilde mangler]